# Свети Георги (Бутим)
Вижте пояснителната страница за други значения на Свети Георги.
„Свети Георги“ (на гръцки: Αγίου Γεωργίου Κριθαρά) е българска възрожденска църква в обезлюденото зърневско село Бутим (Критарас), Гърция, част от Зъхненската и Неврокопска епархия.
Църквата е построена в 1870 година. Църквата има уникална за епохата си архитектура - кръстовиден храм с купол и женска църква без притвор. Перистилът е П-образен и се извива в северозападния и югозападния ъгъл. Стенописите и вътрешната украса датират от 1886 година както показва надписът, оцелял върху изображението на Свети Георги на южния вход на църквата. На западната стена има красиви релефи.
От западната страна има камбанария. Според Георги Стрезов в 1891 година в църквата е под върховенството на Българската екзархия. Към началото на XXI век църквата е изоставена, с паднал покрив.